# 僕の胸でおやすみ
「僕の胸でおやすみ」（ぼくのむねでおやすみ）は、かぐや姫の4枚目のシングル。アルバム『かぐや姫さあど』に収録された。

## 概要
かぐや姫で初めてオリコンのシングル売上ベスト100にランクインした。作詞・作曲は山田つぐとだが、リード・ボーカルは南こうせつ。山田が高円寺のアパートで妻と同棲していた頃に作った曲である。
累計で約25万枚の売上を記録した。
後にうすき製薬の「後藤散かぜ薬」のCMソングに使用されていたことがあり、その頃はメンバーで本曲でボーカルを執った南こうせつがCM出演していた。
チェロ、フルート、バイオリンの音色は、石川鷹彦のメロトロンによる演奏である。

## 収録曲
1. 僕の胸でおやすみ （2:43）
作詞・作曲:山田つぐと 編曲:石川鷹彦
2. アビーロードの街 （3:41）
作詞:伊勢正三 作曲:南こうせつ 編曲:石川鷹彦